# Andrea López Lajterman
Andrea López Lajterman (Florida, Buenos Aires, Argentina; 4 de octubre de 1991) es una futbolista argentina. Juega de defensora central en Estudiantes de Buenos Aires de la Primera División Femenina de Argentina.

## Trayectoria
Forma parte del "millonario" desde la temporada 2008/09. En julio de 2019, con la profesionalización del fútbol femenino argentino, firmó su contrato profesional con River.
Jugando para la institución integró los planteles campeones de los torneos Clausura 2009, Clausura 2010 y 2016-17.
El 17 de enero de 2023, Estudiantes de Buenos Aires hace oficial la llegada de López como refuerzo.

## Estadísticas

### Clubes
| Club                        | País      | Año             |
| --------------------------- | --------- | --------------- |
| River Plate                 | Argentina | 2008 - 2023     |
| Estudiantes de Buenos Aires | Argentina | 2023 - presente |